# Jamie Demetriou
Jamie Demetriou est un acteur et scénariste britannique né le 1er novembre 1987 à Londres en Angleterre.

## Filmographie

### Acteur

#### Cinéma
- 2015 : Bill : Sergio
- 2016 : The Darkest Universe : Jack
- 2017 : The Designers: Comic Relief
- 2017 : Paddington 2 : le professeur
- 2018 : Sherlock Gnomes : Moriarty
- 2018 : Game Over, Man! : M. Ahmad
- 2019 : Horrible Histories: The Movie : Dimidius
- 2020 : Eurovision Song Contest: The Story of Fire Saga : Kevin Swain
- 2021 : Cruella : Gerald
- 2021 : La Vie extraordinaire de Louis Wain : Woodville Jr.
- 2023 : Barbie de Greta Gerwig
- 2025 : Back in Action de Seth Gordon
- 2025 : La Guerre des Rose (The Roses) de Jay Roach

#### Télévision
- 2013 : Anna and Katy : Warren (1 épisode)
- 2014 : Morning Has Broken : Max
- 2014 : Friday Night Dinner : le gérant du bowling (1 épisode)
- 2014-2016 : Lovesick : Samuels (2 épisodes)
- 2015 : Cockroaches : Randal (4 épisodes)
- 2015 : SunTrap : Zorro (6 épisodes)
- 2015 : Tripped : Paul (4 épisodes)
- 2015-2016 : Drunk History : plusieurs rôles (2 épisodes)
- 2016 : Rovers : Tom (6 épisodes)
- 2016 : Fleabag : Bus Rodent (2 épisodes)
- 2016 : Year Friends : Jamie (12 épisodes)
- 2016-2017 : The Tracey Ullman Show : David et autres personnages (7 épisodes)
- 2018 : Sally4Ever : Stephen (1 épisode)
- 2018-2021 : Stath Lets Flats : Stath (19 épisodes)
- 2019 : Drifters : Benjamin (1 épisode)
- 2019 : Quatre Mariages et un enterrement : Marcus (7 épisodes)
- 2020 : Miracle Workers : le crieur de rue (6 épisodes)
- 2020 : The Great : Dr Chekhov (4 épisodes)
- 2022 : The Afterparty : Walt (8 épisodes)

### Scénariste
- 2013 : Anna and Katy : 3 épisodes
- 2013 : Jamie Demetriou: Channel 4 Comedy Blaps : 3 épisodes
- 2013-2015 : BBC Comedy Feeds : 3 épisodes
- 2014 : The Midnight Beast : 6 épisodes
- 2014 : Cardinal Burns : 2 épisodes
- 2016 : Halloween Comedy Shorts : 1 épisode
- 2016 : Year Friends : 12 épisodes
- 2018-2021 : Stath Lets Flats : 18 épisodes

## Distinctions

### Récompenses
- BAFTA Awards 2022 : meilleur acteur à la télévision Stath Lets Flats